# Neuhewen
Der Neuhewen, auch Neuhöwen genannt, befindet sich auf der Gemarkung Stetten der Stadt Engen im Landkreis Konstanz in Baden-Württemberg. Mit 867,2 m ü. NHN ist er der höchste der Hegauvulkane. Auf der Gipfelkuppe befindet sich die Ruine des Stettener Schlösschens (Burg Neuhewen).

## Lage und Umgebung
Der Berg liegt ein Kilometer nördlich der Gemeinde Engen-Stetten im Hegau.

## Geologie
Der Neuhewen ist vulkanischen Ursprungs. Im Ruinenbereich liegt der Basalt (Ba, Melilith-Nephelinit) in Form von besonders dicken Säulen vor, welche als Schlotfüllung gedeutet werden. Das Vorkommen gehört zur Basaltgruppe des Hegaus, dessen wissenschaftliche Erforschung bis ins späte 18. Jahrhundert zurückreicht. Ein Tuffmantel ist nicht vorhanden.

## Bauwerke
- Burg Neuhewen, auch Stettener Schlösschen genannt.